# Trängtrupperna
Trängtrupperna (T) (före 1942 benämnt Trängen) är ett truppslag inom svenska armén som bildades 1885. Trängtruppernas uppgift är att utbilda personal till underhållsförband, tillhandahålla förnödenheter, reparera skadad materiel, föra undan och vårda sårad och sjuk personal samt vid krig mobilisera dessa. Trängtrupperna är numera helt motoriserade.

## Historia
År 1885 uppsattes det första trängförbandet, Trängbataljonen, i Marieberg, Stockholm. Det delades 1891 upp i Svea trängbataljon (T 1) och Göta trängbataljon (T 2), varvid den senare förlades till Karlsborg. Enligt 1892 års härordning uppsattes två nya trängbataljoner, Norrlands trängbataljon (T 3) i Sollefteå och Wendes trängbataljon (T 4) i Landskrona. Genom 1901 års härordning sattes ytterligare två trängförband upp (nu benämnda kårer), så att det skulle finnas ett trängförband till varje arméfördelning. Det var Andra Svea trängkår (T 5) och Andra Göta trängkår (T 6), vilka förlades till Sala (1906), respektive Linköping (1911). De ändrade 1904 namn till Västmanlands trängkår (T 5), respektive Östgöta trängkår (T 6). Samtidigt erhöll Wendes trängkår namnet Skånska trängkåren. 1905 flyttade Göta trängkår till Skövde, 1907 Svea trängkår till Örebro och Skånska trängkåren till Hässleholm. Enligt 1925 års försvarsordning indrogs Västmanlands och Östgöta trängkårer, varjämte Svea trängkår förlades till Linköping. I 1942 års försvarsbeslut utökades trängtrupperna avsevärt och uppsattes ett självständigt trängkompani i Nora (T 2 N), indraget 1952. Sedan de självständiga intendentur- och tygkompanierna överförts till trängtrupperna, blev kårerna regementen (1949). 1954 fanns Svea trängregemente (T 1) i Linköping, Göta trängregemente (T 2) i Skövde, Norrlands trängregemente (T 3) i Sollefteå och Skånska trängregementet (T 4) i Hässleholm.

## Ingående enheter

### 1914
1. Svea trängkår
2. Göta trängkår
3. Norrlands trängkår
4. Skånska trängkåren
5. Västmanlands trängkår
6. Östgöta trängkår

### 1928
1. Svea trängkår
2. Göta trängkår
3. Norrlands trängkår
4. Skånska trängkåren
5. Vakant
6. Vakant

### 1949
1. Svea trängregemente
2. Göta trängregemente
3. Norrlands trängregemente
4. Skånska trängregementet
5. Vakant
6. Vakant

### 1994
1. Svea trängkår
2. Göta trängkår
3. Norrlands trängkår
4. Vakant
5. Vakant
6. Vakant

### 2000
1. Vakant
2. Göta trängregemente
3. Norrlands trängbataljon
4. Vakant
5. Vakant
6. Vakant

## Inspektör för trängtrupperna
Nedan lista är en förteckning över tränginspektörer verksamma åren 1887–1997. Åren 1991–1997 var tränginspektören chef för Arméns underhållscentrum. Från 1998 utgick befattningen truppslagsinspektör. Istället samlades alla truppslag inom armén under en gemensam arméinspektör.

- 1887–1888: Överstelöjtnant Hemming Gadd (tf)
- 1888–1889: Överstelöjtnant Adolf Malmborg (tf)
- 1889–1892: Överstelöjtnant Ernst von der Lancken
- 1892–1896: Generalmajor Gustaf Anton Bråkenhielm
- 1896–1903: Generallöjtnant Malcolm Walter Hamilton
- 1903–1906: Generallöjtnant Carl Wilhelm Ericson
- 1906–1915: ?
- 1915–1915: General Gustaf Uggla (tf)
- 1916–1926: Överste John Améen
- 1927–1931: Överste Eric Virgin
- 1931–1933: Överste Olof Thörnell
- 1933–1942: Överste Axel Bredberg
- 1942–1946: Överste Ivar Gewert
- 1946–1949: Överste Gottfrid Björck
- 1949–1956: Överste Knut Hagberg
- 1956–1960: Överste Adolf Norberg
- 1960–1965: Överste Birger Hasselrot
- 1965–1972: Överste Magnus Bruzelius
- 1972–1974: Överste 1 Dag Nordenskjöld
- 1974–1983: Överste 1 Börje Wallberg
- 1983–1987: Överste 1 Curt Sjöö
- 1987–1991: Överste 1 Claës Tamm
- 1991–1993: Överste 1 Ragnar Söderberg
- 1993–1997: Överste 1 Lars Nordmark